# Alain Souchon
Pour les articles homonymes, voir Souchon et Kienast.
Alain Souchon est un auteur-compositeur-interprète et acteur franco-suisse, né le 27 mai 1944 à Casablanca, au Maroc. Figure majeure de la chanson française depuis les années 1970, sa carrière est notamment marquée par sa collaboration avec Laurent Voulzy entamée en 1974.
Il a vendu plus de 10 millions d'albums et avec dix trophées gagnés depuis 1986, il est l'un des artistes les plus récompensés aux Victoires de la musique.

## Biographie

### Ses débuts
Alain Édouard Kienast naît le 27 mai 1944 à Casablanca, dans une famille aisée, d'origine franc-comtoise du côté maternel. Il porte d'abord le nom de son père officiel, Kienast, avant de prendre celui de son père biologique, Pierre Souchon, qui est le second mari de sa mère Madeleine Lemaître. Il a quatre frères, deux demi-frères et une demi-sœur.
Il vit six mois à Casablanca au Maroc, puis passe toute son enfance à Paris, puis sept ans dans une pension en Haute-Savoie.[réf. souhaitée]
Son père biologique est professeur d'anglais au lycée Claude-Bernard dans le 16e arrondissement de Paris (qu'il évoque dans la chanson J'étais pas là sur l'album Toto 30 ans, rien que du malheur...), inhumé au cimetière parisien de Bagneux. Sa mère romancière pour la collection Floralies des éditions Tallandier, écrivant sous le pseudonyme de Nell Pierlain.
En 1959, alors qu'il est sur le point de rentrer des vacances de ski avec sa famille, la voiture est percutée par un camion. Son père biologique, Pierre Souchon, meurt sur le coup, alors qu'Alain n'a que quatorze ans.
Élève distrait et rêveur, il a des résultats scolaires calamiteux, si bien qu'il est envoyé à l'âge de quinze ans en pension dans l'École d'horlogerie de Cluses en Haute-Savoie (actuellement lycée Charles-Poncet) où son frère aîné, professeur d'anglais, est aussi guide de montagne.[réf. souhaitée] La famille connaît alors des difficultés financières et sa mère doit gagner sa vie en écrivant pour la collection Harlequin. Ne s'intégrant pas au milieu des autres élèves, il se réfugie dans la poésie et finit par se faire renvoyer pour indiscipline. En 1961, sa mère l'envoie dans un lycée français en Angleterre mais arrivé sur place, il se rend compte que sa famille n'a pas les moyens de payer les frais d'inscription. Il convainc alors sa mère de lui permettre de passer le bac par correspondance et reste à Londres où il vit de petits boulots pendant dix-huit mois. C'est notamment en travaillant dans un pub qu'il développe son goût pour la chanson populaire.[réf. souhaitée] Il est surnommé le Frenchman.[réf. nécessaire] Certaines de ses rencontres lui donnent l'occasion de faire découvrir la chanson française (Georges Brassens, Léo Ferré, Jacques Brel, Guy Béart...) et lui permettent d'écouter le répertoire anglo-saxon. Il évoque ce passage de sa vie dans Londres sur Tamise sur l'album J'ai dix ans, ainsi que dans la chanson Jamais content. Il passe trois fois son baccalauréat par correspondance sans l'obtenir.

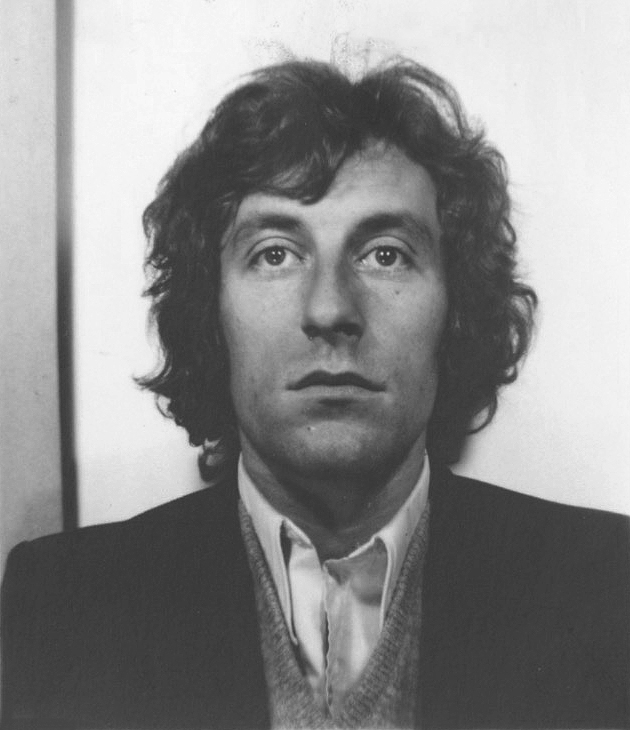
En 1971, il est membre de la Sacem (photo d'identité).

De retour en France, il enchaîne les petits boulots et se produit dans des salles parisiennes pour tenter sa chance dans la chanson. En mai 1968, il décide de quitter Paris. À son retour, il rencontre Françoise Villechevrolle qu'il épouse le 20 novembre 1971, et qu'il surnomme Belote (prononcé « Bélote », dérivé de belle). En 1972, il a un fils, Pierre Souchon, qui formera plus tard le groupe Les Cherche Midi avec Julien Voulzy, fils de Laurent Voulzy. La même année, trois 45 tours sont publiés chez Pathé Marconi, mais sont des échecs.

### Le début du succès

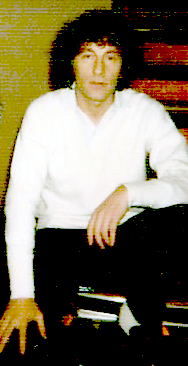
Alain Souchon en 1978.

Étranglé par les difficultés financières, il écrit en 1973 la chanson L'Amour 1830 qu'il destine à Frédéric François. Bob Socquet, directeur artistique de RCA Records, l'encourage à l'interpréter lui-même. Celle-ci reçoit un bon accueil et est sélectionnée au concours de la Rose d'or d'Antibes, où Alain remporte le prix spécial de la critique et le prix de la presse.
Dans la foulée, il enregistre un album. Cherchant un arrangeur capable de donner forme à son univers musical, il rencontre en 1974 Laurent Voulzy, également sous contrat chez RCA. Bob Socquet sent que la collaboration entre les deux hommes peut être fructueuse, car les musiques sont le point faible des chansons de Souchon. Souchon et Voulzy seront liés depuis ce jour par leur amitié et leur complémentarité artistique. Laurent Voulzy réalise les arrangements du premier album d'Alain Souchon, (paru sans titre et généralement désigné par le nom du tube J'ai dix ans), puis les musiques de Bidon sorti en 1976.
Cette collaboration va engendrer le succès naissant de ses disques avec des titres comme J'ai dix ans, S'asseoir par terre et Bidon. Alain Souchon (tout comme Michel Jonasz, Jacques Higelin et Yves Simon) est alors la figure de proue de ce que la presse et les spécialistes appellent la « nouvelle chanson française », qu'il évoque ironiquement dans la chanson Nouveau sur l'album Toto 30 ans, rien que du malheur…. L'intéressé lui-même admet qu'il y avait alors une réelle volonté d'écrire différemment, et qu'en cela l'écriture musicale de Laurent Voulzy très pop et rythmiquement exigeante l'a obligé à inventer son propre style, très saccadé, quasiment télégraphique.

### Un chanteur «phénomène»

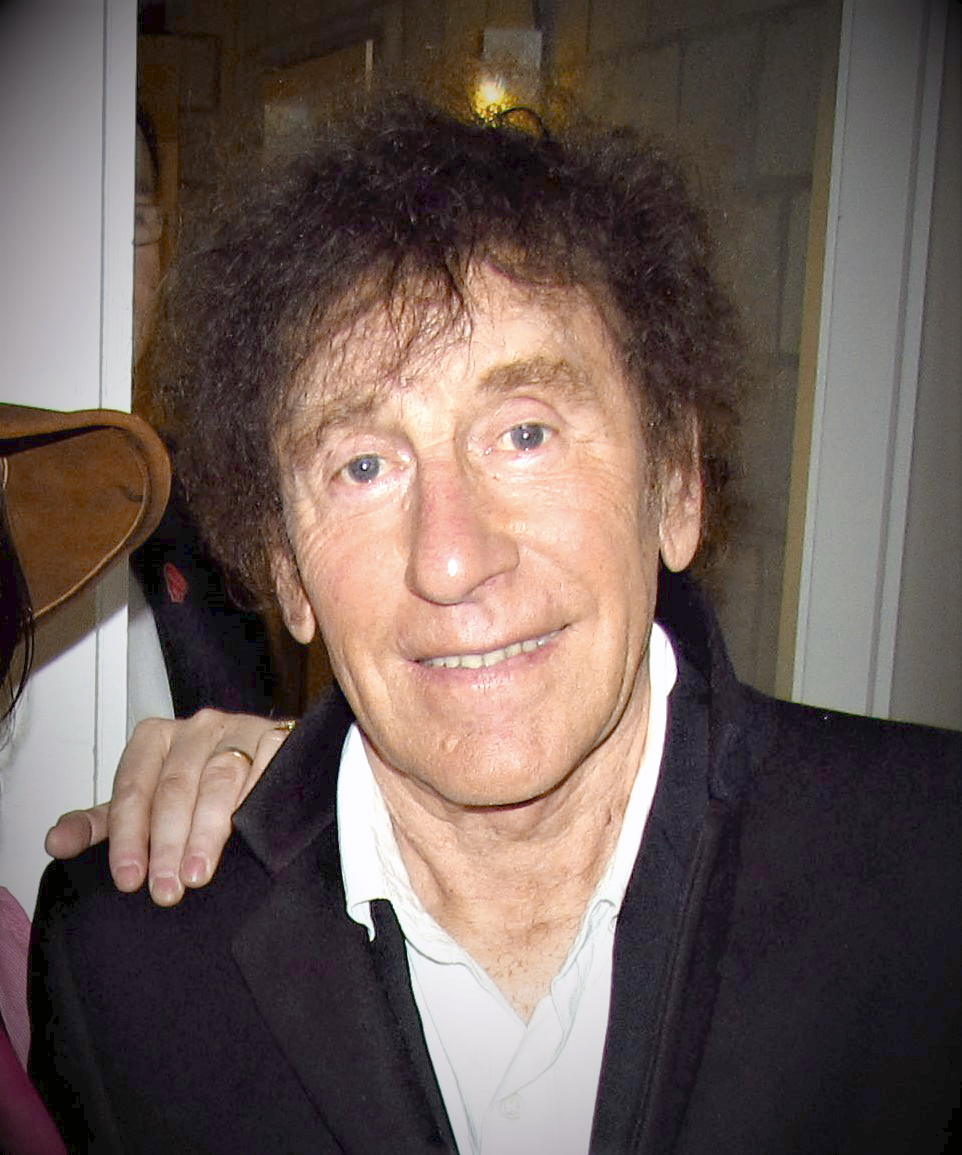
Alain Souchon en 2013.

Alors que Rockollection, dont il signe le texte pour Laurent Voulzy, est le succès de l'été 1977, Alain Souchon sort son troisième album : Jamais content. Il révèle Souchon sous un jour différent : témoin des difficultés de son époque (La P'tite Bill et Poulaillers' Song), il exprime aussi des émotions personnelles (la dépression, dans Allô maman bobo). Alain Souchon est alors en couverture des magazines, le symbole du Nouveau Père, plus fragile et plus conscient de sa part de féminité - il se moquera également de cette étiquette « nouvel homme » en 1985 dans J'veux du cuir. La mélancolie est déjà à l'œuvre dans Y'a d'la rumba dans l'air, qui, entre l'apogée du disco et l'émergence du punk, apporte un vent de douceur acidulée et obtient un gros succès. Il entame une tournée qui l'amène à assurer la première partie de Jean-Jacques Debout (Olympia), Antoine et Thierry Le Luron.
En 1978, naît son second fils, Charles. Ce dernier, après une carrière de graphiste (il est le créateur des dernières versions du site de son père[réf. à confirmer]), se lancera aussi dans la chanson sous le pseudonyme Ours. La même année sort l'album Toto 30 ans, rien que du malheur.... Le mythe du « nouvel homme » se confirme, un homme angoissé par les années qui passent et les kilos qui viennent (Toto 30 ans rien que du malheur… et Papa mambo). Un album résolument plus noir que les précédents, où l'artiste se révèle de plus en plus introspectif (Le Dégoût et J'étais pas là), mais qui n'en oublie pas pour autant la société et ses travers dans Le Bagad de Lann-Bihoué. Y figure également la chanson-titre du film de François Truffaut, L’Amour en fuite, que le réalisateur lui a demandée, l'une des plus appréciées du répertoire de l'auteur.
En 1979 il voit pour la première fois son nom écrit en lettres capitales rouges au fronton de l'Olympia. Puis, en 1980, il publie l'album   Rame. La chanson-titre rencontre un succès immédiat auprès du public. La même année, il fait sa première apparition au cinéma devant les caméras de Claude Berri dans Je vous aime aux côtés de Catherine Deneuve, Gérard Depardieu et Serge Gainsbourg. C'est en imaginant la vie comme un film de cinéma que naît Manivelle sur l'album Rame.
D'autres films suivent, comme Le Vol du Sphinx de Laurent Ferrier aux côtés de Miou-Miou et Robin Renucci, ainsi que Tout feu, tout flamme de Jean-Paul Rappeneau et L'Été meurtrier de Jean Becker, deux films où il donnera la réplique à Isabelle Adjani. Il enthousiasme la critique et le public, mais ne se sent pas à l'aise dans ce nouveau costume, et finira par renoncer, au tournant du siècle, à faire carrière dans le 7e art.
En 1983 sort son sixième album : On avance. Il dresse déjà le bilan des années hippies dans Lennon Kaput Valse et se moque de la tension nouvelle des relations Est/Ouest dans Billy m'aime. Laurent Voulzy est moins présent sur cet album et n'y signe qu'une seule musique. Les autres sont composées par Souchon lui-même, Michel Jonasz — à qui il rend hommage dans le titre Jonasz sur l'album Rame —, Louis Chedid et Yves Martin, lequel a coproduit l'album. David McNeil met en mots avec Souchon la ville qui a vu sa naissance dans Casablanca, titre nostalgique. Cet album contribue à écorner le mythe du « nouveau père », avec son univers musical décalé (orchestre, cordes, valse…). La même année, il signe des textes pour Laurent Voulzy, pour son album : Bopper en larmes sorti en 1983. Cet album marque un tournant dans la musique de Voulzy qui la rendra plus synthétique et qu'il transmettra dès le prochain album de son compère.

### Un artiste reconnu

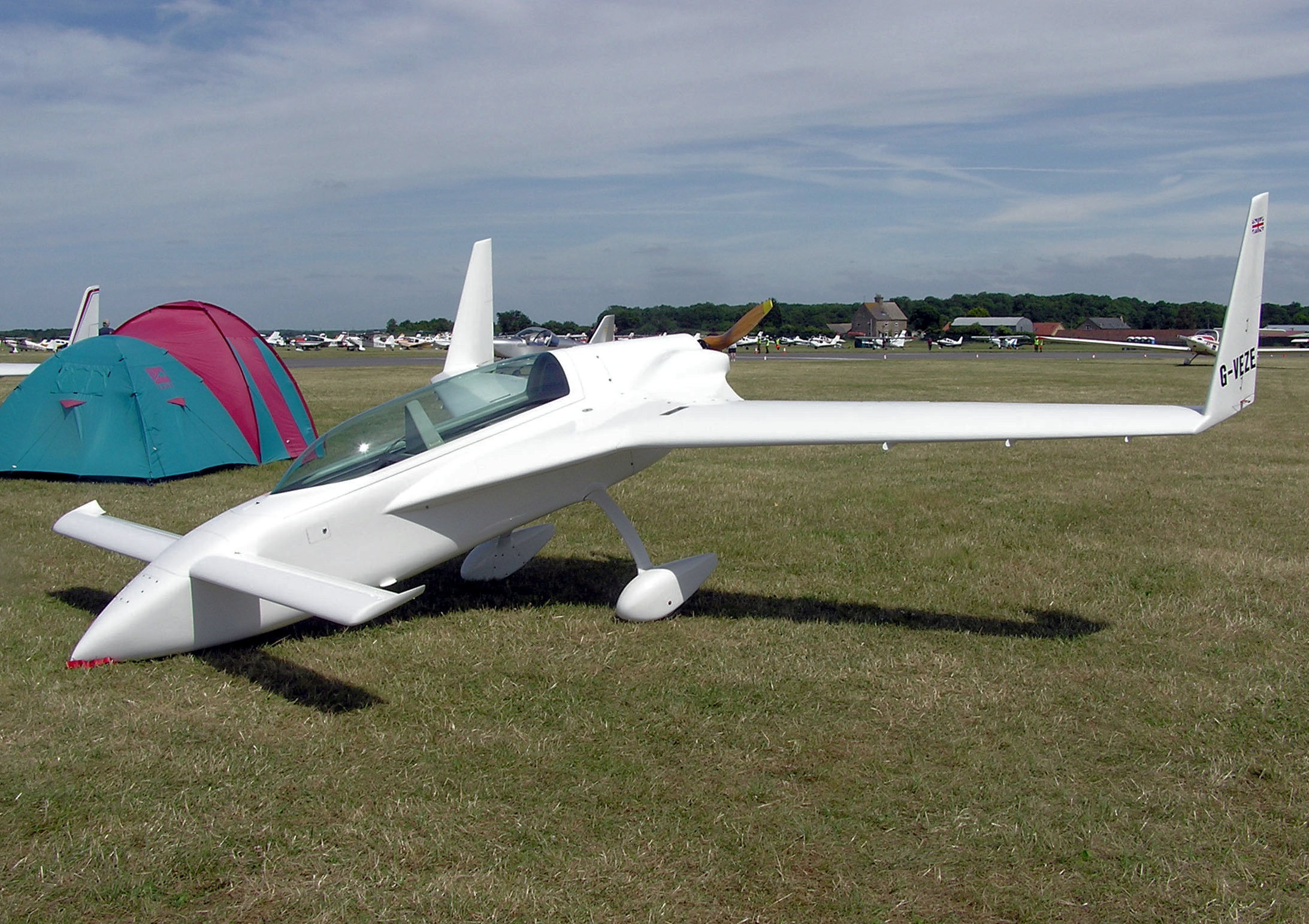
Un VariEze similaire à celui du record de la traversée de la Manche.

Sorti en 1985, l'album C'est comme vous voulez marque un changement radical, tant au niveau de la maison de disques (Virgin au lieu de RCA) que de style musical, nettement plus rythmé et synthétique (abordé chez Voulzy dès la chanson Idéal simplifié en 1981 et l'album Bopper en larmes en 1983). L'artiste regrette la lourdeur de la vie citadine (La vie intime est maritime et Pays industriels), se pose en chanteur cynique prêt à tout pour son succès (C'est comme vous voulez), avant de se chercher en vain (Les Jours sans moi). Les radios préfèrent La Ballade de Jim qui évoque pourtant une tentative de suicide. Le clip reçoit la Victoire de la musique du meilleur vidéoclip de l'année 1986, tandis que Belle-Île-en-Mer, Marie-Galante interprétée par son compère reçoit celle de la chanson originale de l'année.[réf. souhaitée] Il part en tournée  avec Véronique Sanson. En avril 1984, copilote de Gérard Feldzer sur un avion de construction amateur Rutan VariEze, il participe, en 1 h 24 min, au record du Londres-Paris avec dix litres de carburant. Ce record est homologué par la Fédération aéronautique internationale,,,.
L'album Ultra moderne solitude sort en 1988, en partie enregistré au Royaume-Uni. La chanson-titre, Quand j'serai K.O., est la Victoire de la musique de la meilleure chanson originale de l'année 1990.[réf. souhaitée] Elle sort en 45 tours et reste un des standards de l'artiste. Cet album se distingue du précédent en ce qu'il est formellement moins noir, ce qui n'empêche pas Alain Souchon de dénoncer de plus en plus les dysfonctionnements de la société (Les Cadors et Normandie Lusitania) ou de continuer à évoquer ses doutes existentiels (J'attends quelqu'un) et son angoisse du temps qui passe (La Beauté d'Ava Gardner). Il décrit son album comme étant « très strict, austère, un peu monacal. On dirait l'abbaye de Timadeuc, en Bretagne. Tu y vas, tu demandes des fromages à des moines parfaits, très lisses, soixante ans et l'air d'en avoir dix-neuf. — Et il est fait avec quoi votre fromage ? — Avec le lait de nos sœurs les vaches ! Voilà : mon disque est fait avec le lait de nos sœurs les vaches ». La tournée qui s'ensuit donne l'album live Nickel qui reçoit la Victoire de la Musique du meilleur album de l'année 1991, de même que Belle Île en Mer, Marie Galante est sacrée « Chanson de la décennie »[réf. souhaitée].
En 1993, l'album C'est déjà ça s'impose comme l'un des meilleurs de sa carrière[Interprétation personnelle ?], porté par Foule sentimentale, chanson emblématique du chanteur qui sera récompensée « Chanson des vingt dernières années » à l'occasion des vingtièmes Victoires de la Musique. La chanson-titre est choisie par Amnesty International pour la représenter[réf. souhaitée]. Il célèbre aussi à sa façon Arlette Laguiller dans la chanson du même nom, se détachant toutefois de sa doctrine politique. On note la première collaboration avec son fils Pierre dans la chanson Le fil. À noter également le retour d'arrangements plus centrés autour de la guitare. Une tournée nommée Défoule sentimentale donnera lieu à un album live du même nom qui recevra la Victoire de la musique de l'album de l'année 1996[réf. souhaitée].
De 1994 à 2003, il participe régulièrement aux concerts des Enfoirés pour les Restos du Cœur.
Prenant exemple sur son compère Laurent Voulzy, Alain Souchon réduit sa production et attend 1999 pour sortir l'album Au ras des pâquerettes, titre éponyme, bien que différent[pas clair], de celui figurant sur le premier album des Cherche Midi de son fils Pierre. Cet album confirme la tendance amorcée depuis un ou deux albums d'un artiste qui raconte le monde qui l’entoure : l’amour contrarié par la vie moderne (Tailler la zone), l’adultère (Le Baiser), la nature polluée et qui s’abîme (Pardon), les sans-abris (Petit Tas tombé, Une guitare, un citoyen). Dans cet album, Alain Souchon évoque également la nostalgie des idoles perdues (C’était menti) et du Paris des artistes remplacés par des boutiques (Rive gauche). Et toujours ce malaise de la vie qu’il exprime dans sa chanson La vie ne vaut rien. Le livret de l'album contient des indications quant à la genèse des différentes chansons qui le composent. La tournée donnera l'occasion de capter, pour la première fois, un de ses concerts au Casino de Paris, qui donnera lieu à un album live et à un DVD intitulé J'veux du live.

### Une personnalité multigénérationnelle: dans la cour des grands

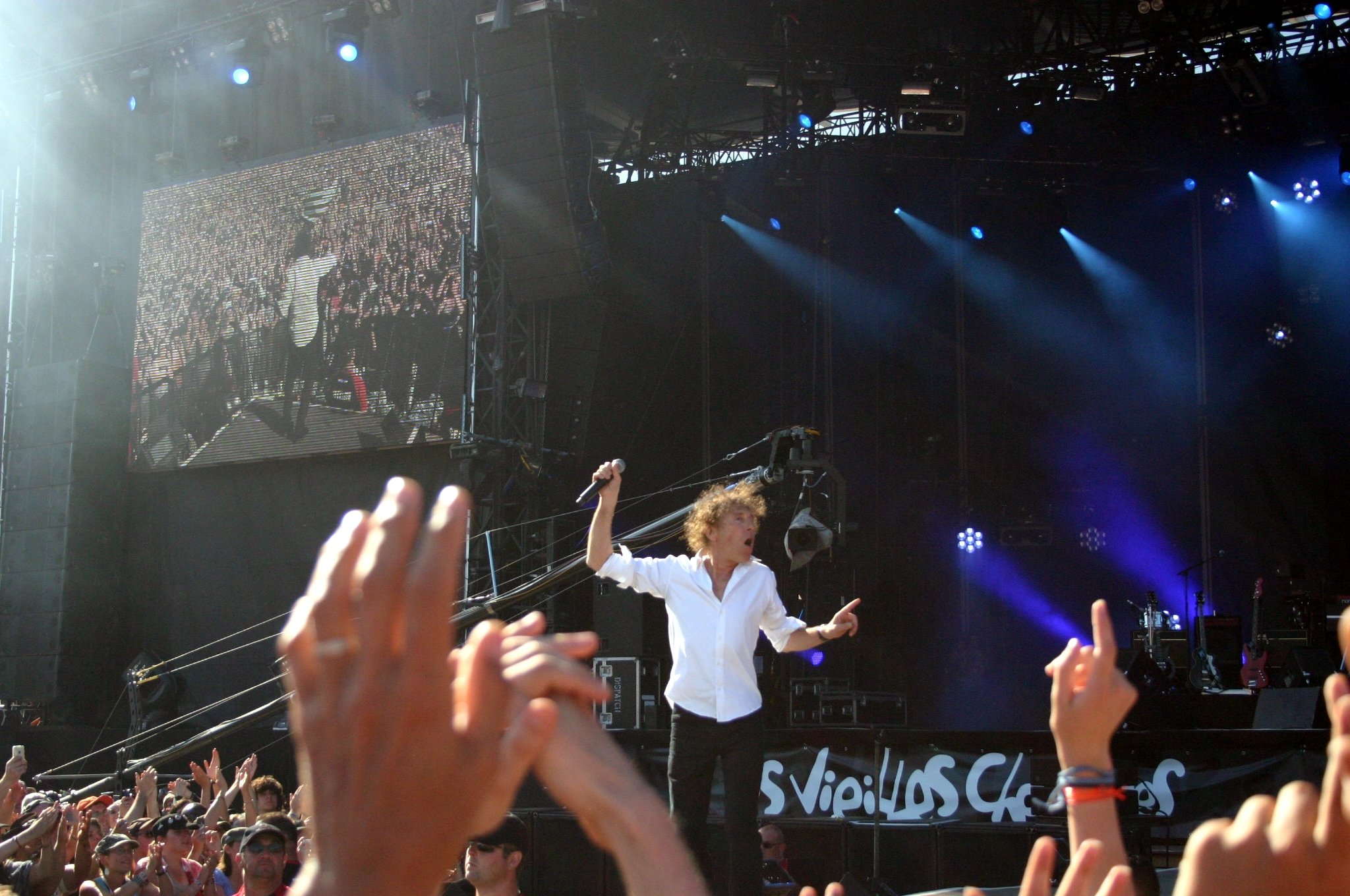
Alain Souchon en concert au festival des Vieilles Charrues en 2010, devant environ 60000 festivaliers.

Son onzième album, La Vie Théodore, sorti en 2005, rend hommage à Théodore Monod, et narre sa vie dans la chanson du même nom. Encore un peu plus introspectif, Souchon nous rappelle que la société ne lui convient toujours pas (Putain ça penche, En collant l'oreille sur l'appareil), et poursuit son questionnement métaphysique (Et si en plus y'a personne). L'amour est toujours source d'inspiration pour l'auteur (J'aimais mieux quand c'était toi, À cause d'elle, Le Mystère, L'Île du dédain et Lisa). Pierre Souchon participe aux musiques de trois chansons, dont Lisa, aidé par Julien Voulzy, puisque ce titre est en fait une reprise des Cherche Midi). C'est également dans cet album que Souchon chante Bonjour tristesse, chanson dédiée à Françoise Sagan, qu'il reprendra dans une nouvelle version en 2008.
En hiver 2008 sort l'album Écoutez d'où ma peine vient. Au départ, Alain Souchon ne voulait écrire que quelques chansons pour illustrer un documentaire sur sa carrière diffusé sur France 3 Le chanteur d'à côté, mais les chansons qu'il a écrites ont fini par former un album complet. Le titre Parachute doré, inspiré des excès de grands patrons remerciés avec des indemnités indécentes, est distribué en téléchargement gratuit sur son site officiel. Dans ce disque, il dresse un constat d'échec des années Flower Power (Rêveur), analyse les causes de sa mélancolie (Écoutez d'où ma peine vient), parle de l'immigration illégale (Elle danse) et de la délinquance au féminin (8 m2). La seule collaboration avec Laurent Voulzy se fait sur le titre Popopo, chanson démystifiant Che Guevara. Ce titre a été ajouté in extremis, car Souchon ne voulait pas publier l'album sans une collaboration avec son frère de musique Voulzy.
Le 21 novembre 2011 sort l'album À cause d'elles, réalisé par Renaud Letang, qui reprend des airs et comptines que sa mère lui chantait quand il était enfant,, et dont il reverse sa part de droits discographiques à la Ligue contre le cancer.
Le 24 novembre 2014, Alain Souchon sort Alain Souchon & Laurent Voulzy, un album principalement composé de duos avec Laurent Voulzy.

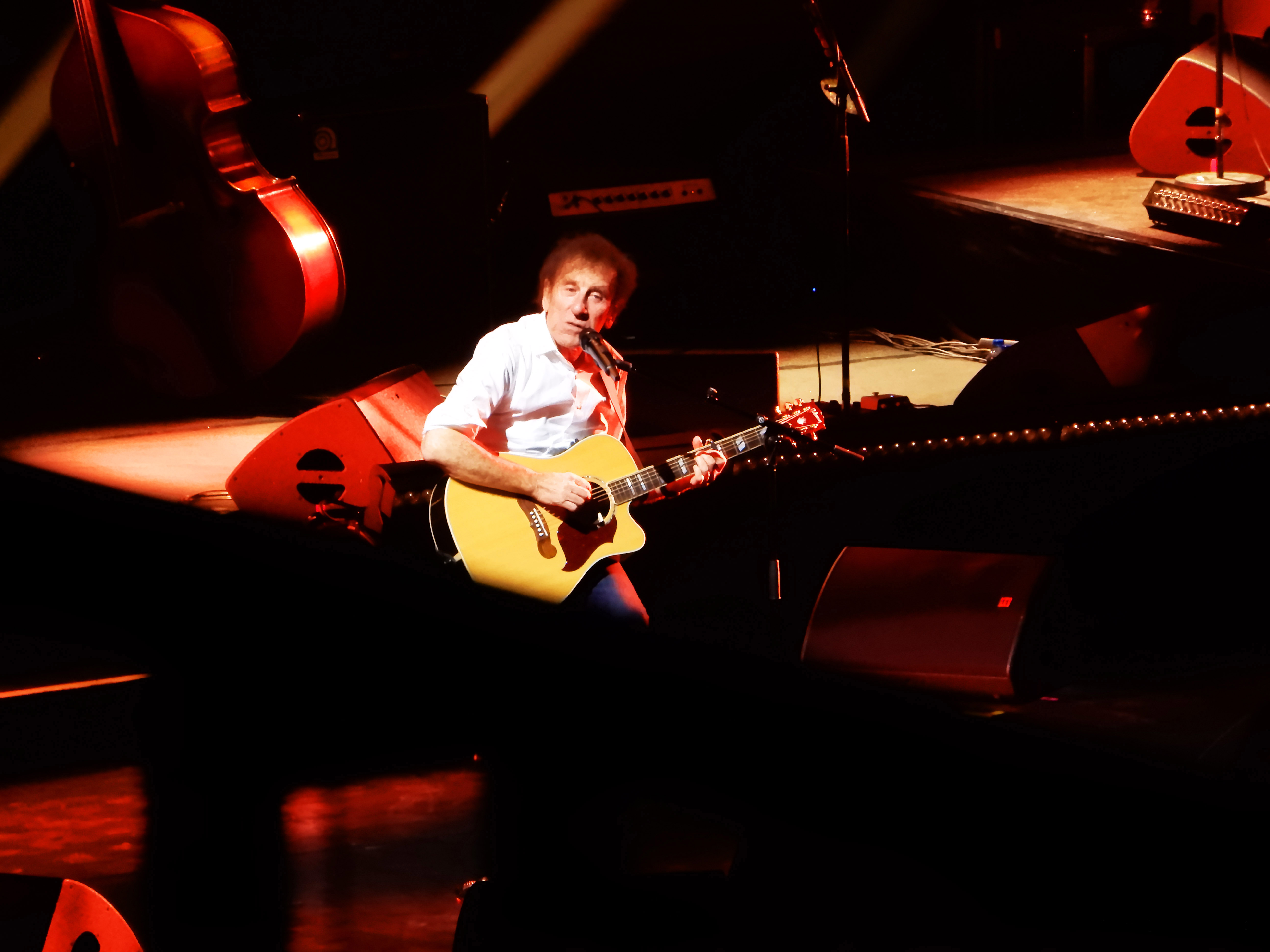
Alain Souchon en concert au Liberté à Rennes le 12 février 2020 en musique.

Le 18 octobre 2019 sort l'album Âme fifties, dont Alain Souchon avait dévoilé le nom, les dix titres des chansons et les deux chansons le 30 août 2019 : Âme fifties et Presque (écrit par Alain Souchon, Édouard Baer et composé par ses deux fils, Charles et Pierre Souchon). Il s'agit de son premier album solo en huit ans et de son premier album original en onze ans.
En février 2020, il remporte le trophée de l'Album de l'année aux Victoires de la musique.
Le 20 mars 2023, il est à l'affiche du concert annuel 2 Générations chantent pour la 3ème à l'Olympia de Paris, organisé par la fondation « Recherche Alzheimer » au profit de la recherche sur la maladie d'Alzheimer.

## Vie privée et prises de position
Alain Souchon vit depuis plusieurs années dans le Loir-et-Cher où il a participé à plusieurs œuvres caritatives, notamment par l'intermédiaire de son épouse Françoise impliquée dans le milieu associatif[réf. à confirmer]. Avec son allure débonnaire et sa voix nonchalante, le chanteur aux cheveux hirsutes continue à « cultiver l'image d'un éternel adolescent au spleen tout baudelairien ».

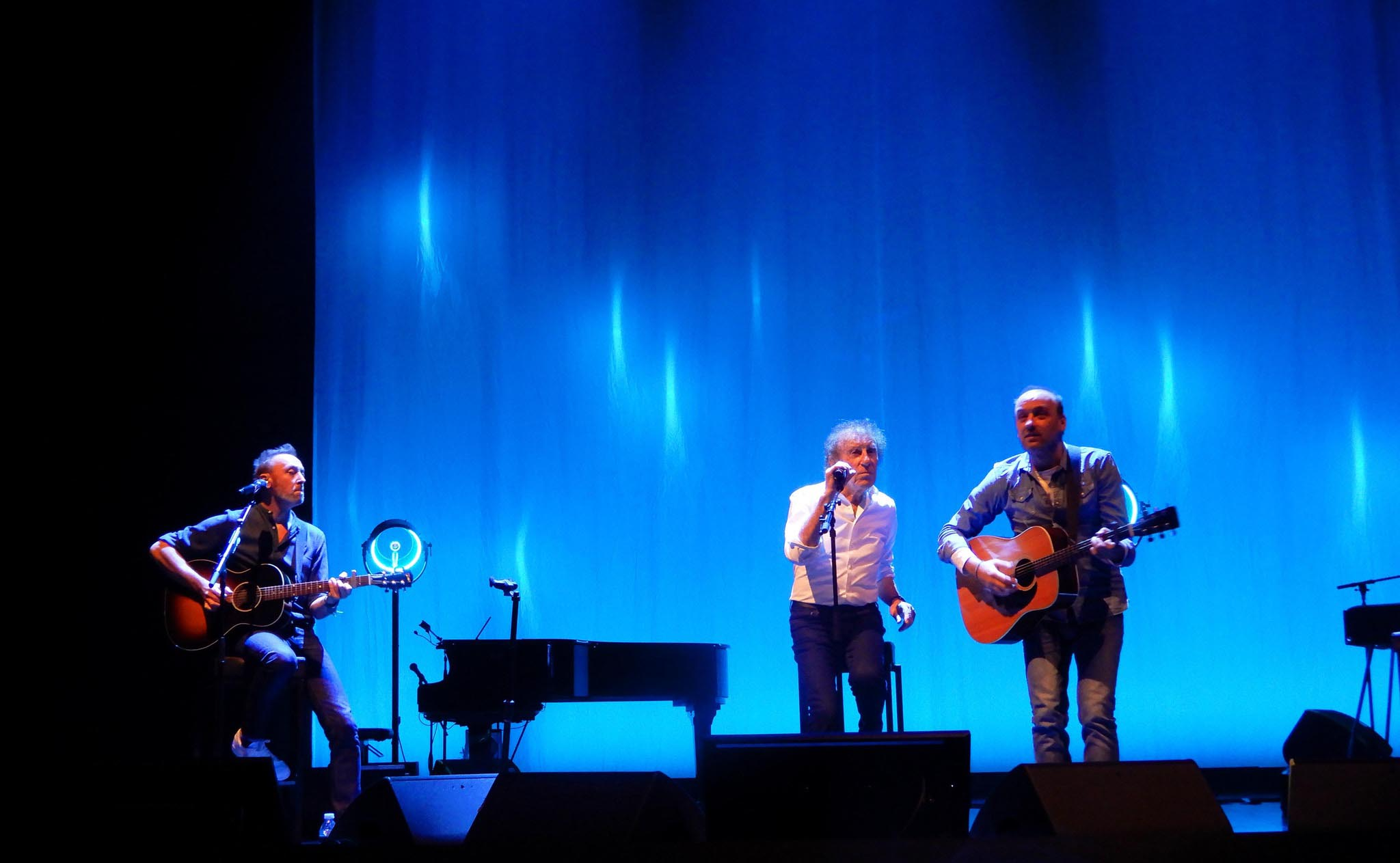
Alain Souchon et ses fils, à l'Hermione à Saint-Brieuc, le 4 octobre 2024.

Alain Souchon est le père des auteurs-compositeurs-interprètes Pierre et Charles Souchon, connu sous le nom de scène Ours,.
Dans son album C'est déjà ça publié en 1993, le titre Arlette Laguiller fait l'éloge de la candidate de Lutte ouvrière, tout en précisant se tenir à l'écart de sa couleur politique. À l'occasion de l'élection présidentielle de 2002, Arlette Laguiller n'appelant pas à voter pour Jacques Chirac au second tour au cours duquel celui-ci affronte Jean-Marie Le Pen, il déclare ne plus vouloir interpréter cette chanson, jugeant « cette femme trop dure ».
Interrogé en novembre 2016 sur ses prédictions quant aux résultats de l'élection présidentielle de 2017, il se montre désabusé et prédit que « ça va être Alain Juppé », poursuivant en signalant le peu de surprises que réserve la campagne.
En août 2019, alors qu'il est en pleine promotion de la sortie de son double single Âmes fifties / Presque, il fait l'éloge du Président de la République Emmanuel Macron, qu'il qualifie de « brillant, jeune et talentueux », tout en s'insurgeant contre les insultes qu'il reçoit.
En juillet 2021, pendant la crise du Covid, il critique le scepticisme anti-vaccination:
«On sort peu à peu du cauchemar même si le danger rôde encore. On a la chance de disposer de vaccins mais pas mal de gens hésitent encore ou refusent de se faire vacciner. Il y a d’autres pays plus pauvres dans le monde où les gens voudraient bien mais n’y ont pas accès. C’est extraordinaire ces gens qui n’y connaissent rien mais sont contre, par principe. On vit dans un pays de fous ! On sait bien pourtant, que c’est la seule façon d’atteindre l’immunité collective et d’éviter de retomber dans les mêmes galères.»
En juillet 2025, il co-signe une pétition contre l'établissement d'un Carrefour City dans son arrondissement. "Craignant nuisances et banalisation du quartier, ils dénoncent une implantation jugée inadaptée dans un secteur résidentiel (...)."

## Discographie

### Premiers 45 tours
- 1971 : Je suis un voyageur / Restons chez nous
- 1972 : Un coin de solitude / Qu'est-ce qu'ils ont les hommes ?
- 1972 : Et demain sera un autre jour / Léocadia
- 1973 : L'amour 1830 / Avec le cœur
- 1975 : T'aurais dû venir (version complète) / Le vieux capitaine

### Albumslive
- 1981 : Alain Souchon en public
- 1983 : Olympia 83
- 1990 : Nickel
- 1995 : Défoule sentimentale
- 2002 : J'veux du live
- 2010 : Alain Souchon est chanteur
- 2016 : Souchon - Voulzy : Le concert
- 2020 : Âme fifty-fifties
- 2022 : Ici & là, en concert au Dôme de Paris

### Principales compilations

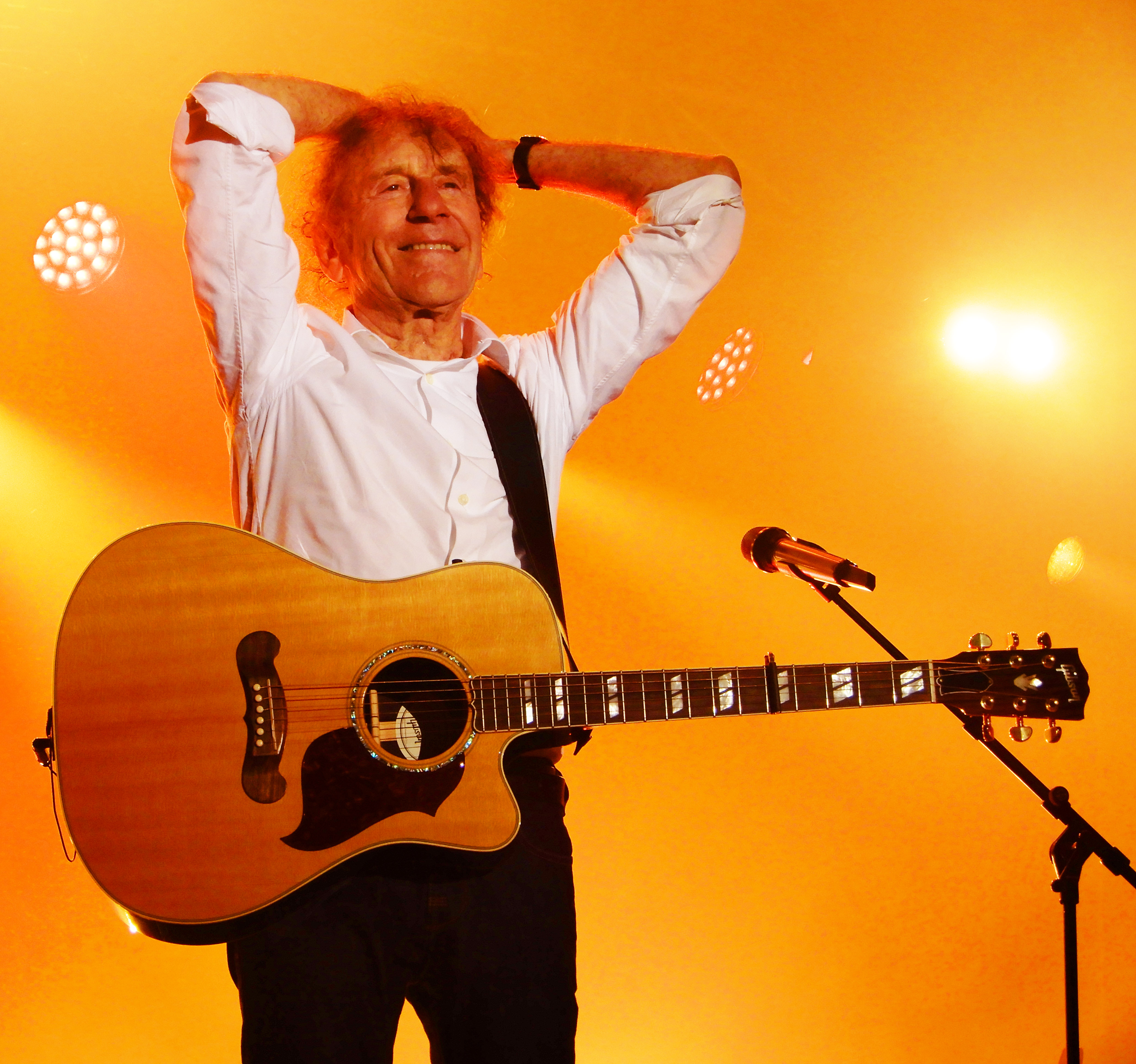
Alain Souchon au Pont du Rock, à Malestroit, le 30 juillet 2021.

- 1986 : Best of Alain Souchon
- 1992 : 20 chansons
- 2001 : Collection 1974-1983
- 2001 : Collection 1984-2001
- 2004 : Platinum Collection
- 2007 : 100 chansons
- 2009 : Triple Best of
- 2021 : (Nouvelle) Collection

### Singles
- 1974 : J'ai dix ans / Petite Annonce
- 1974 : Partir / Londres sur Tamise
- 1975 : Qui dit qui rit / Tout doux
- 1976 : Bidon / Câlin câline
- 1976 : Le monde change de peau / Petit Pois
- 1976 : S'asseoir par terre / Petit Pois
- 1977 : Y'a d'la rumba dans l'air / Le P'tit Chanteur
- 1977 : Jamais content / La P'tite Bill
- 1978 : Allô maman bobo / Poulaillers' Song
- 1978 : Dix-huit ans que j't'ai à l'œil / J'ai perdu tout ce que j'aimais
- 1979 : L'Amour en fuite / Antoine et Sabine (Georges Delerue)
- 1979 : Frenchy bébé blues / Papa mambo
- 1979 : Le Bagad de Lann Bihoué / Nouveau
- 1979 : Le Dégoût / Toto 30 ans
- 1980 : On s'aime pas / Rame
- 1981 : Somerset Maugham / Le Maître d'école (tous deux inédits en album)
- 1983 : Saute en l'air / Lennon Kaput valse
- 1983 : On avance / Sardine
- 1984 : Banale Song / Twist triste (tous deux inédits en album)
- 1985 : C'est comme vous voulez / Portbail
- 1986 : La Ballade de Jim / Vous êtes lents
- 1986 : J'veux du cuir / Pays industriels
- 1988 : Ultra moderne solitude / La Chanson parfaite (Liberté, égalité, fraternité)
- 1989 : Quand j'serai K.O. / On se cache des choses
- 1989 : Dandy / La Beauté d'Ava Gardner
- 1989 : La Beauté d'Ava Gardner (single promo)
- 1990 : Les Cadors (en public) / S'asseoir par terre (en public) (tous deux tirés de l'album Nickel). Une version 4 titres comprend en plus deux autres titres en public et inédits en album : Saute en l'air et Dandy.
- 1993 : Foule sentimentale / Les Filles électriques
- 1994 : L'Amour à la machine / Le Zèbre
- 1994 : Les Regrets
- 1994 : Le Fil
- 1995 : Sous les jupes des filles / C'est déjà ça
- 1999 : Rive gauche
- 2000 : Tailler la zone
- 2000 : Le Baiser / Caterpillar
- 2001 : Au ras des pâquerettes
- 2002 : La vie ne vaut rien (titre inédit en album) / L'Horrible bye bye
- 2002 : J'ai perdu tout ce que j'aimais (live)
- 2005 : Et si en plus y'a personne
- 2006 : La Vie Théodore
- 2006 : Putain ça penche
- 2008 : Parachute doré
- 2008 : Écoutez d'où ma peine vient
- 2011 : Le Jour et la Nuit
- 2014 : Derrière les mots (en duo avec Laurent Voulzy)
- 2015 : Oiseau malin (avec Laurent Voulzy)
- 2015 : La Baie des fourmis (avec Laurent Voulzy)
- 2016 : Ouvert la nuit (générique de fin du film Ouvert la nuit)
- 2019 : Âme fifties / Presque (double face A)
- 2020 : Ici et là
- 2020 : Jaloux du soleil
- 2021 : Le marin (avec Ours et Pierre Souchon)

### Participations
- Alain Souchon a participé à l'écriture de tous les albums de Laurent Voulzy depuis 1977, sortie de Rockollection.
- 1979 : Émilie Jolie, conte musical pour enfants de Philippe Chatel : le coq
- 1982 : écriture de la chanson C'est bien moi (paroles et musique) pour Françoise Hardy (album Quelqu'un qui s'en va)
- 1983 : Dans ma vie, extrait de l'album Ma première chanson, disque collectif de soutien à la Croix Rouge
- 1984 : Hold-up, single de Louis Chedid avec Claude Brasseur, Gérard Jugnot, Marianne Chédid et Michel Etchegaray
- 1986 : 22 ! V'là les flics, duo avec Vivien Savage, extrait de La Fugue du Petit Poucet, conte musical pour enfants
- 1988 : Écriture de la chanson Roulez, roulez jeunesse (paroles) pour Louis Chedid (album Bizarre)
- 1989 : Participation à Pour toi Arménie, projet de Charles Aznavour
- 1990 : Diversion. Reprend Le long de l'eau de Jean-Louis Aubert
- 1991 : Seul dans ton coin, avec David McNeil, sur l'album Seul dans ton coin
- 1992 : Le Bateau mouche dans l'album Urgence, disque collectif au profit de la lutte contre le sida
- 1993 : Le temps ne fait rien à l'affaire dans la compilation Chantons Brassens
- 1993 : participation à 3 titres (2 en duo, 1 en quatuor) sur l'album Sol en Si
- 1995 : Combien d'amour c'est trop, quatuor avec Laurent Voulzy et Les Cherche Midi pour le 2e album Sol En Si
- 1995 : Rio Grande, en duo avec Eddy Mitchell, sur l'album Duos Taratata
- 1996 : Bye Bye Lady Dame, duo avec Geoffrey Oryema
- 1997 : participation à 7 titres (duos, trios, collectif) sur l'album Sol en Si
- 1998 : Écriture de la chanson À la légère, avec Laurent Voulzy, pour Jane Birkin
- 1998 : Les Invités en duo avec Axelle Renoir dans l'album Ensemble contre le sida
- 1999 : La Maison près de la fontaine en duo avec Pascal Obispo dans l'album Sol en si - Chacun peut y mettre un peu du sien
- 1999 : Michèle en duo avec Zazie dans l'album Sol en si - Chacun peut y mettre un peu du sien
- 2002 : Celui qui s'en va en duo avec Patrick Bruel dans son album Entre deux
- 2002 : Ça va ça vient, reprise de Boby Lapointe avec Les Cherche Midi sur l'album Boby Tutti-Frutti - L'hommage délicieux à Boby Lapointe de Lilicub
- 2003 : Sous les shorts des garçons, duo avec Axelle Renoir sur son album la Plage
- 2003 : Patricia, duo avec Albin de la Simone sur l'album éponyme de ce dernier
- 2003 : Le Serpent piteux, dans l'album Sol En Cirque
- 2004 : Palais-Royal, duo avec Jane Birkin dans l'album Rendez-vous
- 2005 : Histoires naturelles, de Nolwenn Leroy, il a écrit deux chansons (J'aimais tant l'aimer et Nolwenn Ohwo !)
- 2006 : Soleil, duo avec Françoise Hardy dans l'album Parenthèses
- 2006 : The 59th Street Bridge Song (Feelin' Groovy) en duo avec Laurent Voulzy sur l'album La Septième Vague
- 2006 : Quand j'étais chanteur, duo avec Michel Delpech dans l'album Michel Delpech &...
- 2006 : Lunettes bleues, lunettes roses dans Le Soldat rose, conte musical de Louis Chedid et Pierre-Dominique Burgaud : l'homme de ménage
- 2006 : Tourne en rond sur Le Grand Dîner, album-hommage à Dick Annegarn, en duo avec lui
- 2007 : Y'a d'la rumba dans l'air en duo avec Vincent Delerm, sur l'album Favourite Songs
- 2007 : Quand j'étais chanteur et Foule sentimentale, en duo avec Michel Delpech, sur l'album live Le Grand Rex 2007
- 2008 : Chanson de Marianne sur l'album Sol en Si - Le concert des Grands Enfants, + participation à 3 autres titres en collectif
- 2008 : Les Filles du bord de mer duo avec Salvatore Adamo sur l'album Le Bal des gens bien
- 2009 : L'homme dota d'un nom chaque animal en duo avec Hugues Aufray sur l'album New Yorker
- 2010 : Perquisition matinale, sur l'album Docteur Tom ou la Liberté en cavale
- 2010 : La liberté en cavale, en collectif, sur l'album Docteur Tom ou la Liberté en cavale
- 2011 : Les filles, à quoi ça sert ?, avec Bénabar, Francis Cabrel et Jean-Jacques Goldman, sur la BO de Titeuf, le film
- 2011 : Rue Saint-Louis-en-l'Île duo avec Brigitte Fontaine sur l'album L'un n'empêche pas l'autre
- 2011 : C'est bon la vie duo avec Nana Mouskouri sur l'album Rendez-vous
- 2011 : Alors raconte sur Bécaud, et maintenant, album-hommage à Gilbert Bécaud
- 2011 : L'Esprit Grande Prairie, en trio avec Eddy Mitchell et Laurent Voulzy, bonus de l'album live Ma dernière séance
- 2012 : Le Bagad de Lann-Bihoué duo avec le Bagad de Lann-Bihoué sur l'album Degemer mat, bienvenue
- 2014 : Qu'est-ce que t'es belle, en duo avec Rose, sur l'album Kiss & Love
- 2014 : Trente ans CFA, en duo avec David McNeil, sur l'album Un lézard en septembre
- 2017 : Bambino, sur l'album Dalida by Ibrahim Maalouf
- 2017 : On veut des légendes duo avec Eddy Mitchell sur son album La Même Tribu
- 2017 : dans la chanson La Même Tribu, sur l'album La Même Tribu d'Eddy Mitchell, Alain Souchon chante lui-même les mots Foule Sentimentale, en référence à sa chanson phare.
- 2017 : À la fabrique, sur l'album Le Soldat rose à la fabrique de jouets, composé par Alain Souchon, Pierre Souchon et Ours
- 2017 : Tout est bien qui finit bien, en collectif, sur l'album Le Soldat rose à la fabrique de jouets
- 2018 : La Côte d'Opale, sur l'album Les Gens du Nord
- 2018 : Perds pas l'Nord, avec Pierre Souchon, Ours et Cécile Hercule, sur l'album Les Gens du Nord
- 2018 : Viennois, en duo avec Marcel Amont, sur l'album Par-dessus l'épaule
- 2018 : Bahia, en duo avec Véronique Sanson, sur l'album Duos volatils
- 2020 : 2050-2100 XXV, avec Pierre Souchon et Ours sur l'album XXV de Tryo
- 2020 : Seine va, sur l'album De Béart à Béart(s) en hommage à Guy Béart
- 2021 : Sans sommeil, duo avec Gaëtan Roussel sur son album Est-ce que tu sais ?
- 2022 : L'Amour en fuite, duo avec Vincent Delerm sur son album Comme une histoire
- 2022 : L'Amour à la machine, avec Tryo et Pierre Souchon sur l'album live Tout au Tour
- 2025 : À quoi ça sert avec Christophe Mali sur l'album Humain
- 2025 : À quoi tu penses ?, trio avec Pierre Souchon et Ours sur l'album Le spleen d'une vie sublime

## Filmographie

### Acteur
- 1980 : Je vous aime de Claude Berri : Claude
- 1982 : Tout feu, tout flamme de Jean-Paul Rappeneau : Antoine Quentin
- 1983 : L'Été meurtrier de Jean Becker : Florimond, dit « Pin-Pon »
- 1984 : Le Vol du Sphinx de Laurent Ferrier : Tom
- 1985 : L'Homme aux yeux d'argent de Pierre Granier-Deferre : Thierry Berger
- 1987 : Comédie ! de Jacques Doillon : lui-même
- 1988 : Jane B. par Agnès V. de Agnès Varda : le lecteur de Verlaine
- 1990 : La Fête des pères de Joy Fleury : Stéphane Miran
- 1991 : Contre l'oubli de Patrice Chéreau : lui-même
- 1998 : Charité biz'ness de Thierry Barthes : lui-même
- 2000 : Sans plomb, de Muriel Teodori : le Cyclope
- 2019 : Je ne sais pas si c'est tout le monde de Vincent Delerm : lui-même[34]

### Musique de films
- 1978 : J'te vois plus (Alain Souchon / Mort Shuman), du film L'Hôtel de la plage, chanté par Alain Souchon (33 tours de la BOF Philips réf 9101 163)
- 1979 : L'Amour en fuite, du film L'Amour en fuite (présent dans l'album Toto 30 ans, rien que du malheur...)
- 1981 : Le Maître d'école (texte et musique), du film Le Maître d'école (présent en face B du 45 tours Somerset Maugham)
- 1987 : Comédie ! (duo avec Jane Birkin), du film Comédie ! (présent dans l'album Ultra moderne solitude)
- 1992 : Le Zèbre, du film Le zèbre (présent dans l'album C'est déjà ça)
- 2016 : Ouvert la nuit, du film Ouvert la nuit (présent dans l'album Âme fifties)

## Distinctions et hommages

### Victoires de la musique
Alain Souchon est l'un des artistes les plus récompensés aux Victoires de la musique, avec 9 trophées glanés depuis 1986, dont :
- 1986 : La Ballade de Jim (vidéo-clip de l'année)
- 1986 : Belle-Île-en-Mer, Marie-Galante (chanson de l'année)
- 1990 : Quand j'serai K.O. (chanson de l'année)
- 1991 : Nickel (album de l'année)
- 1994 : Foule sentimentale (chanson de l'année)
- 1996 : Défoule sentimentale (album de l'année)
- 2020 : Âme fifties (album de l'année)
- Chanson des 20 dernières années (1985-2005) : Foule sentimentale (Victoire des Victoires)

### Autres récompenses
- Prix Vincent-Scotto décerné par la SACEM en 1996 et 2006.
- Globe de cristal 2006 du meilleur interprète musical masculin.
- Prix RTL de l'album de l'année 2019 pour Âme fifties.

### Décoration
- Commandeur de l'ordre des Arts et des Lettres le 24 septembre 2012, en tant qu'« auteur, compositeur, interprète, comédien »[35].

### Nominations
- César 1981 : César du meilleur acteur dans un second rôle pour Je vous aime
- César 1984 : César du meilleur acteur pour L'Été meurtrier

### Hommages en chansons et au théâtre
- En 2017, l'album Souchon dans l'air rend hommage à Alain Souchon et à son apport dans la chanson française. Plusieurs de ses titres sont repris par plusieurs artistes comme Philippe Katerine, Arthur H, Vanessa Paradis, Jean-Louis Aubert, M, Benjamin Biolay ou le groupe Brigitte.
- En 2018, un deuxième volume Souchon dans l'air, vol. 2 continue de rendre hommage à Alain Souchon. Parmi les différents artistes, on peut citer Maxime Le Forestier, Philippe Katerine, Arthur H, Keren Ann, Mathieu Boogaerts, Vianney et les propres fils d'Alain Souchon : le chanteur Ours et Pierre Souchon.
- Calogero cite Alain Souchon dès le début de sa chanson Fondamental : 
« On a tous
 Une chanson d'Souchon qui nous traîne. »
- Pascal Obispo rend hommage à Alain Souchon et à Laurent Voulzy avec son titre Les Chansons de Voulzy et Souchon.
- En 2023, la Comédie-Française rend hommage à Alain Souchon à travers un spectacle autour de ses chansons intitulé La Ballade de Souchon, adapté et mis en scène par Françoise Gillard.

### Rosier

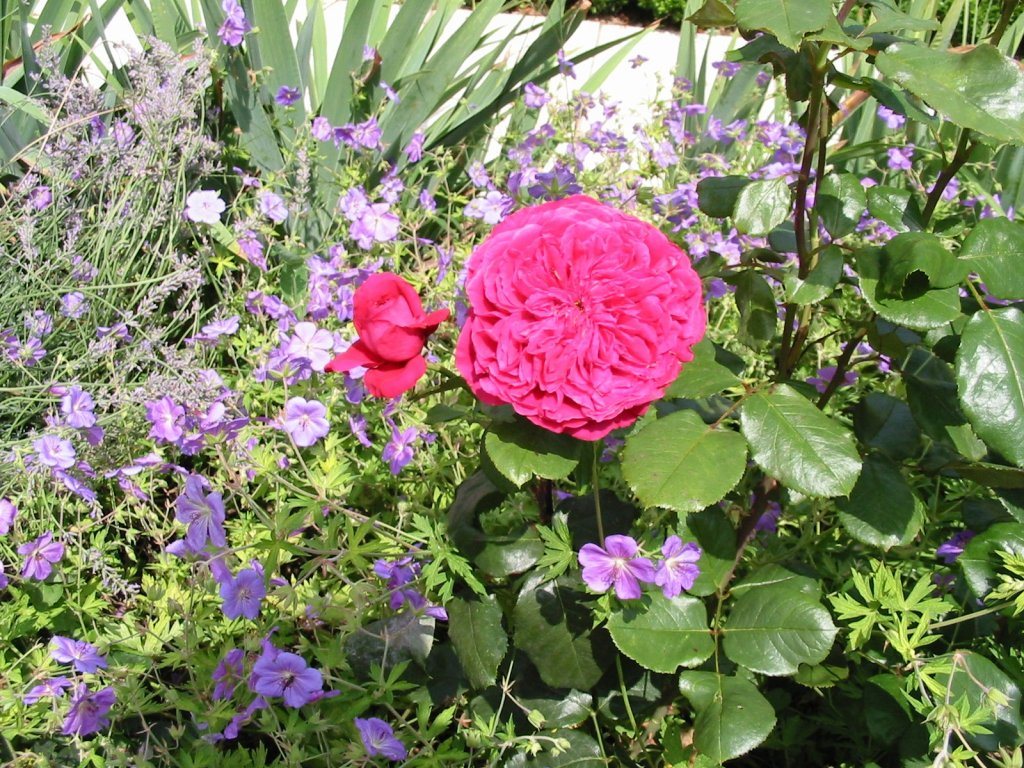
Rosier et rose « Alain Souchon ».

Une variété de rose porte le nom Alain Souchon (Meilland 2002).